# Bong Jung-keun
Dans ce nom coréen, le nom de famille, Bong, précède le nom personnel.
Bong Jung-keun (né le 15 juillet 1980 à Séoul, Corée du Sud) est un joueur coréen de baseball qui joue avec les LG Twins dans la ligue sud-coréenne de baseball.
Il a obtenu la médaille d'or en baseball lors des Jeux olympiques 2008 à Pékin.
Il a joué deux matchs contre Taïwan et le Japon, a gagné tous les matchs du 1er tour, et a gagné le match du 2e tour contre le Japon dans la Classique mondiale de baseball 2009.

## Statistiques de joueur

### Statistiques en Ligue majeure
| Statistiques de lanceur |           |           |    |    |   |   |    |      |    |      |
| Saison                  | Équipe    | Ligue     | G  | GS | W | L | SV | IP   | SO | ERA  |
| 2002                    | ATL       | MLB       | 1  | 1  | 0 | 1 | 0  | 6.0  | 4  | 7,50 |
| 2003                    | ATL       | MLB       | 44 | 0  | 6 | 2 | 1  | 57.0 | 47 | 5,05 |
| 2004                    | CIN       | MLB       | 3  | 3  | 1 | 1 | 0  | 15.1 | 11 | 4,70 |
| Totaux                  | 3 saisons | 3 saisons | 48 | 4  | 7 | 4 | 1  | 78.1 | 62 | 5,17 |